# Felipe Montoya
Andrés Felipe Montoya Pulgarín (Pereira, Colombia, 30 de agosto de 1990) es un patinador artístico sobre hielo colombiano. Ganó 7 medallas en competiciones internacionales y es 8 veces medallista de España, con dos medallas de plata y 6 de bronce. Competirá en los Juegos olímpicos de invierno de 2018.

## Biografía
Nació en agosto de 1990 en Pereira, Colombia. Se mudó a España a la edad de ocho años.

## Carrera
Comenzó a aprender a patinar en el año 2003. Entrenó en el club Txuri-Berri de San Sebastián, en España hasta 2012, después se trasladó a Madrid. En diciembre de 2015 ganó la medalla de plata en el Campeonato de España. Fue asignado a su primer Campeonato de la ISU, el Campeonato Europeo de 2016 donde quedó en el lugar 17 con su programa corto y 19 con su programa libre.
En el Campeonato del Mundo de 2017 el patinador Javier Fernández ganó dos posiciones para su país en los juegos olímpicos de 2018. La federación española de deportes de hielo eligió a Montoya para participar por su puntuación en otro evento. En diciembre de 2017 la federación confirmó que el patinador asistirá a los Juegos Olímpicos de invierno de 2018.

### Programas
|           | Programa corto               | Programa libre                           | Exhibición |
| --------- | ---------------------------- | ---------------------------------------- | ---------- |
| 2015-2016 | Don Quixote de Ludwig Minkus | La cumparsita de Gerardo Matos Rodríguez |            |

### Competiciones
| Internacional                  | Internacional | Internacional | Internacional | Internacional | Internacional | Internacional | Internacional | Internacional | Internacional | Internacional | Internacional |
| Evento                         | 06–07         | 08–09         | 09–10         | 10–11         | 11–12         | 12–13         | 13–14         | 14–15         | 15–16         | 16–17         | 17–18         |
| ------------------------------ | ------------- | ------------- | ------------- | ------------- | ------------- | ------------- | ------------- | ------------- | ------------- | ------------- | ------------- |
| Juegos Olímpicos               |               |               |               |               |               |               |               |               |               |               | 29.º          |
| Campeonato Europeo             |               |               |               |               |               |               |               |               | 17.º          |               |               |
| Golden Spin of Zagreb          |               |               |               |               |               |               |               |               |               |               | 11.º          |
| Copa Internacional             |               |               |               |               |               |               | 7.º           | 9.º           |               | 7.º           |               |
| Copa de Niza                   |               |               |               |               |               |               |               | 5.º           |               | 18.º          |               |
| Trofeo Dragón                  |               |               |               |               |               | 2.º           |               |               |               |               |               |
| Trofeo de Lombardia            |               |               |               |               |               |               | 6.º           |               |               |               |               |
| Trofeo NRW                     |               |               |               |               |               | 18.º          |               |               |               |               |               |
| Abierto de Andorra             |               |               |               |               |               |               |               | 2.º           | 2.º           |               | 1.º           |
| Copa Santa Claus               |               |               |               |               |               |               |               | 2.º           | 1.º           | 3.º           |               |
| Seibt Memorial                 |               |               |               |               |               |               |               |               | 9.º           |               |               |
| Trofeo Sportland               |               |               |               |               |               |               |               |               | 4.º           |               |               |
| Universiada de invierno        |               |               |               |               |               |               | 28.º          | 21.º          |               |               |               |
| Nacional                       |               |               |               |               |               |               |               |               |               |               |               |
| Campeonato Español de patinaje | 5.º J         | 5.º J         | 2.º J         | 3.º           | 2.º           | 3.º           | 3.º           | 3.º           | 2.º           | 3.º           | 3.º           |
| J = nivel júnior               |               |               |               |               |               |               |               |               |               |               |               |